# Falsistrellus affinis
Falsistrellus affinis es una especie de murciélago de la familia Vespertilionidae. Se encuentra en regiones de China, India, Birmania, Nepal y Sri Lanka.

## Descripción
Esta especie de murciélago se caracteriza por tener [agrega detalles específicos sobre su apariencia física y comportamiento]. También [añade cualquier otra información relevante sobre su hábitat o comportamiento].

## Estado de conservación
Su estado de conservación es de preocupación menor (LC).

## Distribución geográfica
Se encuentra principalmente en las siguientes regiones: China, India, Birmania, Nepal y Sri Lanka.